# São João da Terra Nova
São João da Terra Nova (em inglês: St. John's) é a capital e a maior cidade da província canadense de Terra Nova e Labrador. Está localizada na ponta leste da Península de Avalon, na ilha da Terra Nova. São João cobre 446,04 km² e é a cidade mais oriental da América do Norte, excluindo as cidades e vilas da Groenlândia.
Existente em mapas desde 1519, a cidade é um dos assentamentos europeus mais antigos da América do Norte. Foi incorporada oficialmente como uma cidade em 1888. No censo populacional canadense de 2016 a cidade tinha uma população de 108 mil habitantes, e 205 mil em sua região metropolitana, tornando-se a 20.ª região metropolitana mais populosa do Canadá e a 2.ª mais populosa da região atlântica do país, atrás somente de Halifax na Nova Escócia.
A cidade tem uma história rica, tendo desempenhado um papel importante na Guerra dos Sete Anos, na Guerra Franco-Indígena, na Guerra de Independência dos Estados Unidos e na Guerra Anglo-Americana de 1812. O inventor italiano, Guglielmo Marconi, conseguiu que sinais radiotelegráficos emitidos da Inglaterra fossem escutados claramente em São João, atravessando o Atlântico Norte. Sua história e cultura tornaram a cidade um importante destino turístico.

## História

### Anos 1500–1799
São João é o mais antigo assentamento europeu pós-colombiano da América do Norte, com registro de acampamentos sazonais de pescadores no início do século XVI. Sebastião Caboto escreveu em seu mapa, datado de 1545, que a cidade ganhou o nome de São João (St. John's) quando ele e seu pai, o explorador veneziano João Caboto, se tornaram os primeiros europeus a navegar para o porto, na manhã de 24 de junho de 1494, dia de São João Batista. Não existem vestígios da exploração de Caboto e sua tripulação era pequena demais para criar um assentamento, a afirmação de que eles fundaram a cidade é mais provavelmente um ato de propaganda.
O registro mais antigo da localização aparece como São João em um mapa português de Pedro Reinel em 1519. Quando John Rut visitou a cidade em 1527, encontrou navios normandos, bretões e portugueses no porto. Em 3 de agosto de 1527, Rut escreveu uma carta ao rei inglês Henrique VIII sobre as descobertas de sua viagem à América do Norte. Essa foi a primeira carta conhecida enviada da América do Norte. No mapa mundial de Nicholas Desliens de 1541, o nome da cidade é mostrado como St. Jehan, e San Joham é encontrado no Atlas de 1546 de João Freire.
Por volta do início do século XVI, ocorreram uma série de expedições a São João pelos portugueses dos Açores. Em 1540, navios franceses, espanhóis e portugueses cruzavam o Atlântico anualmente para pescar nas águas da península de Avalon.
Em 5 de agosto de 1583, um experiente marinheiro inglês, Sir Humphrey Gilbert, reivindicou a área como a primeira colônia estrangeira da Inglaterra sob a Carta Real da rainha Isabel I. No entanto, Gilbert se perdeu no mar durante sua viagem de volta, encerrando assim quaisquer planos imediatos de colonização.
Em 1620, os pescadores da região oeste da Inglaterra controlavam a maior parte da costa leste de Terra Nova. O que começou como zonas de pesca sazonais na costa leste do século XVI, deu lugar a assentamentos permanentes no século XIX, sendo que São João se desenvolveu em centros comerciais mais densamente povoados.
Durante o século XVII, a população cresceu lentamente. Ainda assim a cidade se tornou o maior assentamento de Terra Nova, quando oficiais da Marinha inglesa começaram a receber censos por volta de 1675. Em 1680, navios de pesca (principalmente de South Devon) instalaram pesqueiros em São João, trazendo centenas de irlandeses para o porto para operar barcos de pesca costeiros.

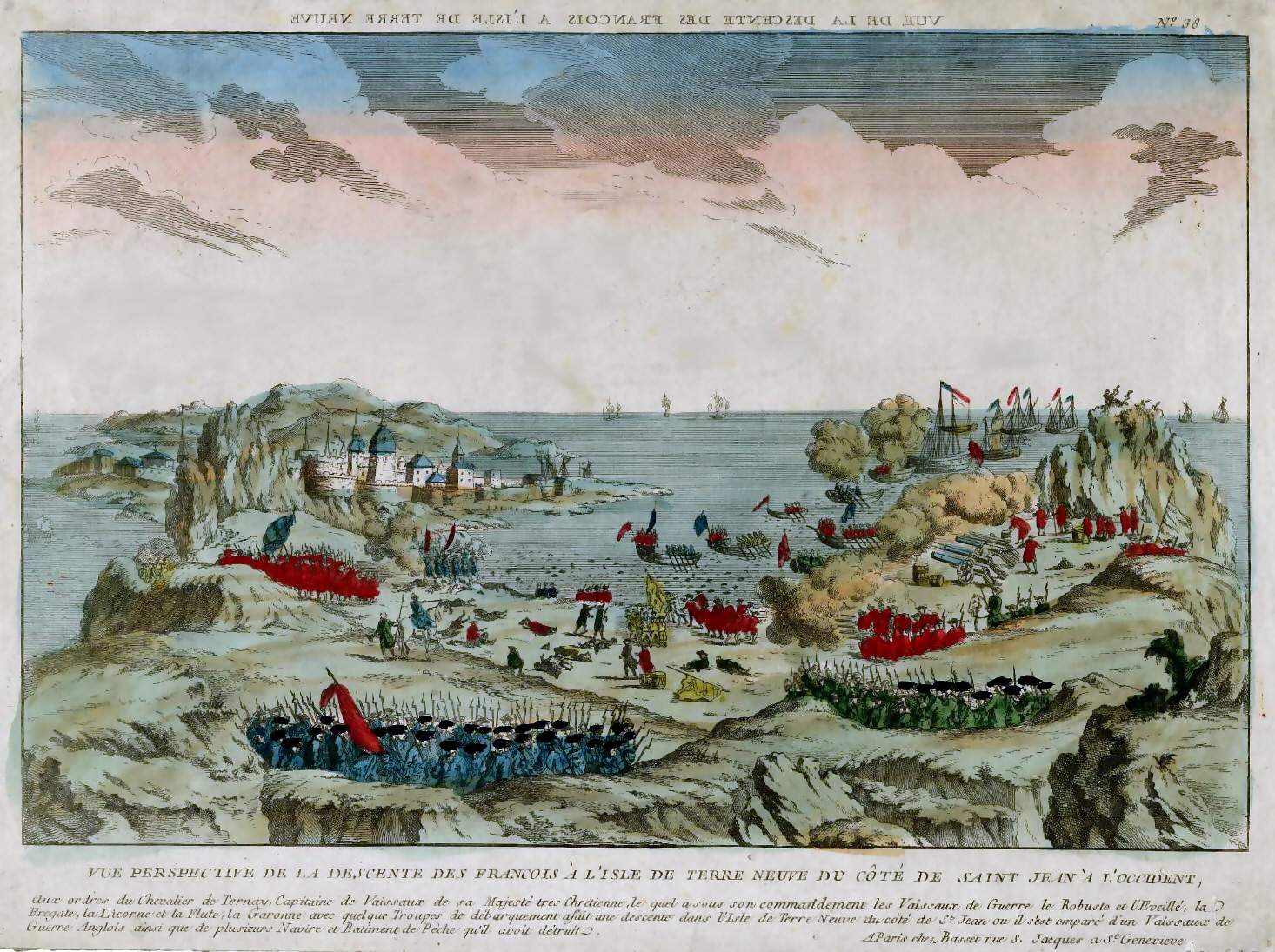
Em 1762, britânicos e franceses lutaram na Batalha de Signal Hill. Foi a última batalha na Guerra dos Sete Anos

No final do século XVII e em grande parte do XVIII, São João foi palco de grandes batalhas entre ingleses e franceses. Dentre estas, destaca-se a Guerra dos Sete Anos. A última dessas batalhas ocorreu em 1762, em Signal Hill, quando os ingleses recapturaram a cidade dos franceses.
Houve grandes mudanças na região da Terra Nova no século XVIII. Destaca-se o crescimento populacional, início do governo, estabelecimento de igrejas, reforço dos laços comerciais com a América do Norte e desenvolvimento da pesca de focas e salmões. No entanto, São João cresceu lentamente neste período, atingindo cerca de 3 250 habitantes no início dos anos 1790.
Todavia, com o início das guerras napoleônicas em 1791-92 na Europa, houve um crescimento na demanda por peixe salgado, beneficiando a economia de São João. À medida que os preços desta mercadoria aumentavam, atraía-se um grande fluxo de pessoas, principalmente imigrantes irlandeses, que vieram tirar proveito dos altos preços do peixe e dos bons salários. Isso resultou em um aumento substancial na população de São João, que era de aproximadamente dez mil no ano de 1815. Estima-se que dois terços da população de São João no ano de 1798 era irlandesa, bem como a maioria dos soldados da guarnição.

### Anos 1800–presente
Em 1800 ocorreu uma revolta em São João. Acredita-se que a rebelião se iniciou com rumores em abril de 1800 de que cerca de 400 homens fizeram um juramento secreto na Sociedade de Irlandeses Unidos e se rebelaram contra o Exército Britânico. Na noite de quinta-feira de 24 de abril, vários soldados abandonaram seus postos, com a intenção de se encontrar em um local designado, longe da cidade e das bases militares; mas eles foram vistos e quase todos foram capturados. Apesar de não ter sido derramado sangue, oito foram enforcados e vários outros condenados à servidão penal por toda a vida. O levante foi significativo, pois foi a primeira ocasião em que os irlandeses da Terra Nova desrespeitaram deliberadamente a autoridade dos britânicos.

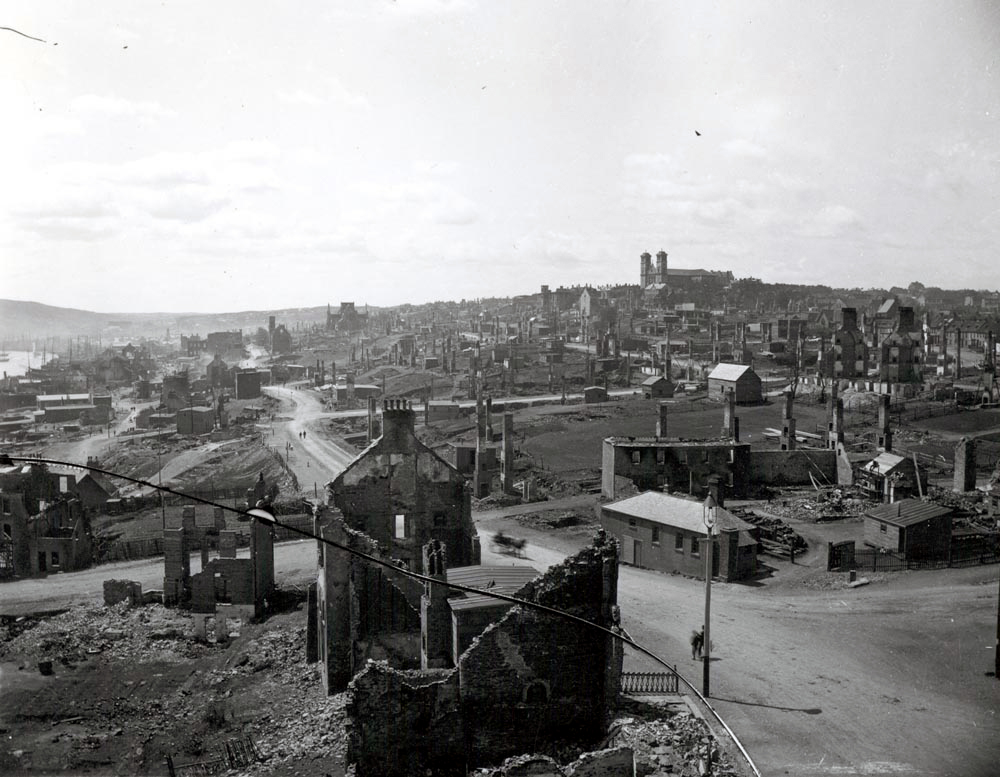
Vista da cidade de São João após o grande incêndio de 1892. As duas torres da Basílica de São João Batista são visíveis na colina distante.

Por volta do século XIX, São João sofreu grandes incêndios em 1816, 1817, 1819, 1846 e 1892. O mais famoso foi o Grande Incêndio de 1892. Este último começou na tarde de 8 de julho, no topo de Carter's Hill, na Freshwater Road. Inicialmente, o incêndio não causou pânico generalizado, no entanto, uma série de coincidências catastróficas fez com que o fogo se espalhasse e devorasse praticamente todo o extremo leste da cidade, incluindo grande parte de sua principal área comercial, antes de ser extinto.

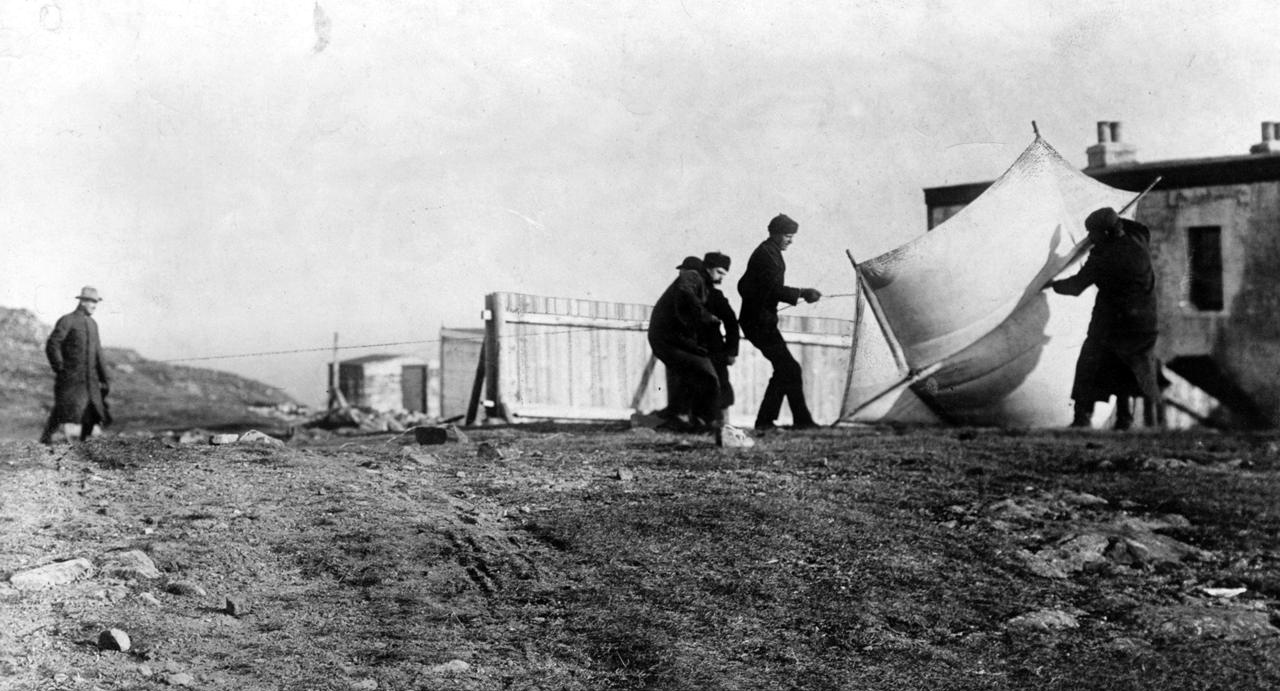
Marconi observando seus ajudantes levantando uma pipa (um "Levitor" de B.F.S. Baden-Powell) usada para levantar a antena em São João, em dezembro de 1901.

Em 12 de dezembro de 1901, Guglielmo Marconi recebeu o primeiro sinal sem fio transatlântico em São João de sua estação sem fio em Poldhu, na Inglaterra. São João também foi o ponto de partida para o primeiro voo de aeronave transatlântica sem escalas por Alcock e Brown, em um bombardeiro Vickers Vimy IV modificado, em junho de 1919, partindo de Lester's Field em São João e terminando em um pântano perto de Clifden, Connemara, Irlanda. Em julho de 2005, o voo foi refeito pelo aviador e aventureiro americano Steve Fossett, em uma réplica da aeronave Vickers Vimy, no Aeroporto Internacional de São João, substituindo o Lester's Field (agora uma parte urbana e residencial da cidade).
Durante a Segunda Guerra Mundial, o porto da cidade apoiou navios da Marinha Real e da Marinha Real Canadense, que estavam envolvidos na guerra anti-submarina. Era o local de uma base da Força Aérea do Exército Americano, forte Pepperrell, que foi estabelecido como parte do Acordo de Destruição de Bases "Lend-Lease" entre o Reino Unido e os Estados Unidos. A base foi transferida para o controle canadense em 1960 e agora é conhecida como CFS St. John's.
Nos anos 90, a cidade de São João e a província como um todo foram gravemente afetadas pelo colapso da pesca do bacalhau na região norte, que até então tinha sido a força motriz da economia da província por vários séculos. Após uma década de altos índices de desemprego e despovoamento, a proximidade da cidade aos campos de petróleo Hibernia, Terra Nova e White Rose levou a um boom econômico que estimulou o crescimento da população e o desenvolvimento comercial. Como resultado, a área de São João representa atualmente cerca de metade da produção econômica da província.

## Geografia
São João fica ao longo da costa do Oceano Atlântico, no nordeste da Península de Avalon, no sudeste de Terra Nova. A cidade ocupa uma área de 446,06 km² e é a cidade mais oriental da América do Norte, excluindo as cidades da Groenlândia. São João fica cerca de 475 km mais perto de Londres, na Inglaterra do que de Edmonton, na província de Alberta. É a maior cidade da província de Terra Nova e Labrador e a segunda maior cidade das províncias do Atlântico, depois de Halifax, na Nova Escócia. Sua área central fica a oeste e norte do porto de São João da Terra Nova, e o resto da cidade se expande do centro para norte, sul, leste e oeste.
Árvores coníferas, como o abeto preto, o abeto branco e o bálsamo, dominam a vegetação nativa. A maior árvore de folha caduca é a bétula branca. Espécies de menor estatura incluem amieiro, cereja e cinza de montanha. Das espécies de árvores introduzidas, o bordo do sicômoro é mais abundante e o bordo da Noruega é comum. O abeto azul, a castanha-da-índia comum, a faia europeia e tília são algumas das outras espécies não nativas cultivadas.

### Clima
De acordo com a classificação climática de Köppen, São João possui um clima continental úmido (Köppen Dfb), com variação sazonal mais baixa que o normal para a latitude, devido à moderação da corrente do Golfo.
Apesar dessa moderação marítima, as temperaturas máximas médias de janeiro são um pouco mais baixas em São João do que em Kelowna, na Colúmbia Britânica, uma cidade interior que sofre influência climática do ar marinho do Pacífico, o que demonstra a natureza fria do leste do Canadá quando comparado com o oeste. As temperaturas médias variam de −4,9 °C em fevereiro a 16,1 °C em agosto, mostrando um atraso sazonal no clima. A cidade também é uma das áreas mais propensas do Canadá à atividade de ciclones tropicais, pois é limitada pelo Oceano Atlântico a leste, onde tempestades tropicais, e às vezes furacões, viajam dos Estados Unidos. A cidade é uma das mais chuvosas do Canadá fora da costa da Colúmbia Britânica. Isso se deve em parte à sua propensão à atividade de tempestades tropicais e ao ar úmido e atlântico que frequentemente sopra em terra e cria precipitação.

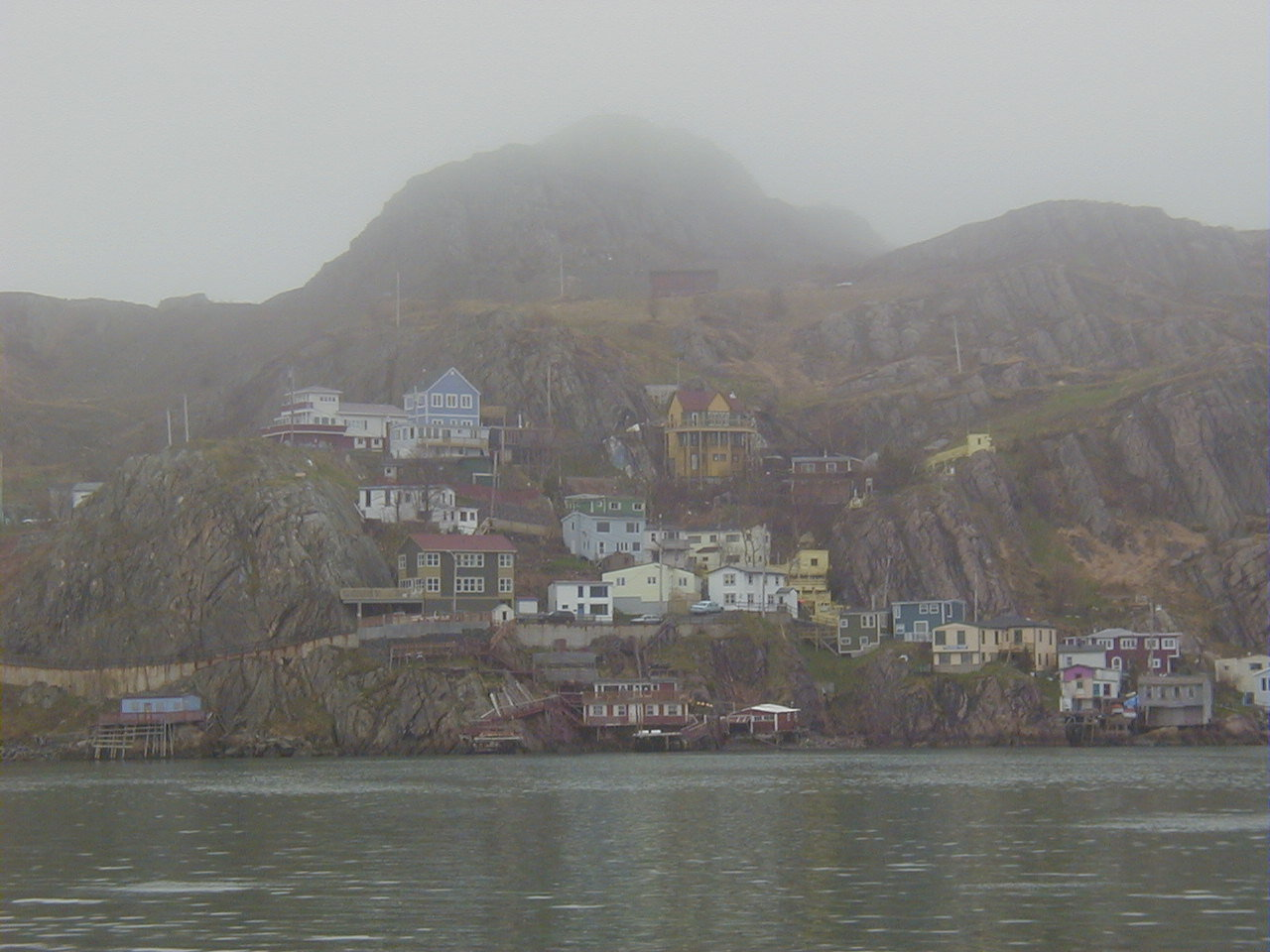
Neblina sobre The Battery, um bairro em São João, a cidade mais nebulosa do Canadá.

Das principais cidades canadenses, São João é o mais nebulosa (124 dias), mais ventosa (24,3 km/h de velocidade média), e mais nublada (1 497 horas de sol). A precipitação é frequente e geralmente pesada, caindo durante o ano todo. Em média, o verão é a estação mais seca, com apenas atividades ocasionais de trovoadas, e os meses mais chuvosos são de outubro a janeiro, com dezembro sendo o mês mais chuvoso, com quase 165 mm de precipitação em média. Esse máximo de precipitação no inverno é incomum para climas continentais úmidos, que normalmente têm um máximo de precipitação no final da primavera ou no início do verão. A maioria dos eventos de precipitação forte em São João é o produto de intensas tempestades de latitude média dos estados do nordeste dos Estados Unidos e da Nova Inglaterra, e são mais comuns e intensas de outubro a março, provocando fortes precipitações (geralmente de 4 a 8 cm de precipitação equivalente em uma única tempestade) e ventos fortes.
No inverno, dois ou mais tipos de precipitação (chuva, granizo e neve) podem cair da passagem de uma única tempestade. A queda de neve é intensa, com uma média de quase 335 cm por temporada de inverno. No entanto, tempestades de inverno podem trazer mudanças nos tipos de precipitação. A neve pesada pode se transformar em chuva forte, derretendo a cobertura de neve e possivelmente voltando à neve ou ao gelo (talvez brevemente), tudo na mesma tempestade, resultando em pouca ou nenhuma acumulação líquida de neve. A cobertura de neve em São João é variável e, especialmente no início do inverno, pode demorar a se desenvolver, mas pode se estender até os meses de primavera (março, abril). A área de São João está sujeita a eventos de chuva congelante (chamados de "degelo de prata"), o pior dos quais paralisou a cidade em abril de 1984 e abril de 2017.
Em 17 de janeiro de 2020, São João declarou estado de emergência devido a uma tempestade de neve que provocou uma acumulação estimativa em 76,2 cm (um recorde de queda de neve em São João em um dia) e ventos com força de furacões. No dia seguinte, o exército canadense foi chamado para ajudar na remoção de neve. O estado de emergência permaneceu até oito dias depois.
A maior temperatura já registrada na história de São João foi 33,9 °C, em 14 de agosto de 1876. A menor temperatura registrada foi –29,4 °C, em 16 de fevereiro de 1875.
| Dados climáticos para Aeroporto de São João, normas de 1981–2010, extremos de 1874–presente | Dados climáticos para Aeroporto de São João, normas de 1981–2010, extremos de 1874–presente | Dados climáticos para Aeroporto de São João, normas de 1981–2010, extremos de 1874–presente | Dados climáticos para Aeroporto de São João, normas de 1981–2010, extremos de 1874–presente | Dados climáticos para Aeroporto de São João, normas de 1981–2010, extremos de 1874–presente | Dados climáticos para Aeroporto de São João, normas de 1981–2010, extremos de 1874–presente | Dados climáticos para Aeroporto de São João, normas de 1981–2010, extremos de 1874–presente | Dados climáticos para Aeroporto de São João, normas de 1981–2010, extremos de 1874–presente | Dados climáticos para Aeroporto de São João, normas de 1981–2010, extremos de 1874–presente | Dados climáticos para Aeroporto de São João, normas de 1981–2010, extremos de 1874–presente | Dados climáticos para Aeroporto de São João, normas de 1981–2010, extremos de 1874–presente | Dados climáticos para Aeroporto de São João, normas de 1981–2010, extremos de 1874–presente | Dados climáticos para Aeroporto de São João, normas de 1981–2010, extremos de 1874–presente | Dados climáticos para Aeroporto de São João, normas de 1981–2010, extremos de 1874–presente |
| Mês                                                                                         | Jan                                                                                         | Fev                                                                                         | Mar                                                                                         | Abr                                                                                         | Mai                                                                                         | Jun                                                                                         | Jul                                                                                         | Ago                                                                                         | Set                                                                                         | Out                                                                                         | Nov                                                                                         | Dez                                                                                         | Ano                                                                                         |
| ------------------------------------------------------------------------------------------- | ------------------------------------------------------------------------------------------- | ------------------------------------------------------------------------------------------- | ------------------------------------------------------------------------------------------- | ------------------------------------------------------------------------------------------- | ------------------------------------------------------------------------------------------- | ------------------------------------------------------------------------------------------- | ------------------------------------------------------------------------------------------- | ------------------------------------------------------------------------------------------- | ------------------------------------------------------------------------------------------- | ------------------------------------------------------------------------------------------- | ------------------------------------------------------------------------------------------- | ------------------------------------------------------------------------------------------- | ------------------------------------------------------------------------------------------- |
| Recorde de umidade máxima                                                                   | 19.2                                                                                        | 17.3                                                                                        | 17.2                                                                                        | 26.1                                                                                        | 29.5                                                                                        | 34.8                                                                                        | 38.5                                                                                        | 37.7                                                                                        | 35.8                                                                                        | 29.8                                                                                        | 23.7                                                                                        | 20.7                                                                                        | 38.5                                                                                        |
| Recorde alta °C (°F)                                                                        | 15.7 (60.3)                                                                                 | 16.0 (60.8)                                                                                 | 19.4 (66.9)                                                                                 | 24.1 (75.4)                                                                                 | 27.2 (81)                                                                                   | 30.6 (87.1)                                                                                 | 32.2 (90)                                                                                   | 33.9 (93)                                                                                   | 29.5 (85.1)                                                                                 | 24.6 (76.3)                                                                                 | 19.4 (66.9)                                                                                 | 17.9 (64.2)                                                                                 | 33.9 (93)                                                                                   |
| Média alta °C (°F)                                                                          | −0.8 (30.6)                                                                                 | −1.1 (30)                                                                                   | 1.0 (33.8)                                                                                  | 5.6 (42.1)                                                                                  | 11.1 (52)                                                                                   | 15.8 (60.4)                                                                                 | 20.7 (69.3)                                                                                 | 20.5 (68.9)                                                                                 | 16.5 (61.7)                                                                                 | 10.8 (51.4)                                                                                 | 6.4 (43.5)                                                                                  | 1.8 (35.2)                                                                                  | 9.0 (48.2)                                                                                  |
| Média diária °C (°F)                                                                        | −4.5 (23.9)                                                                                 | −4.9 (23.2)                                                                                 | −2.6 (27.3)                                                                                 | 1.9 (35.4)                                                                                  | 6.4 (43.5)                                                                                  | 10.9 (51.6)                                                                                 | 15.8 (60.4)                                                                                 | 16.1 (61)                                                                                   | 12.4 (54.3)                                                                                 | 7.4 (45.3)                                                                                  | 3.0 (37.4)                                                                                  | −1.5 (29.3)                                                                                 | 5.0 (41)                                                                                    |
| Média baixa °C (°F)                                                                         | −8.2 (17.2)                                                                                 | −8.6 (16.5)                                                                                 | −6.1 (21)                                                                                   | −1.9 (28.6)                                                                                 | 1.7 (35.1)                                                                                  | 5.9 (42.6)                                                                                  | 10.9 (51.6)                                                                                 | 11.6 (52.9)                                                                                 | 8.2 (46.8)                                                                                  | 3.9 (39)                                                                                    | −0.3 (31.5)                                                                                 | −4.7 (23.5)                                                                                 | 1.0 (33.8)                                                                                  |
| Recorde baixa °C (°F)                                                                       | −28.3 (−18.9)                                                                               | −29.4 (−20.9)                                                                               | −25.6 (−14.1)                                                                               | −18.3 (−0.9)                                                                                | −6.7 (19.9)                                                                                 | −3.3 (26.1)                                                                                 | −1.1 (30)                                                                                   | 0.5 (32.9)                                                                                  | −1.7 (28.9)                                                                                 | −5.6 (21.9)                                                                                 | −14.4 (6.1)                                                                                 | −20.0 (−4)                                                                                  | −29.4 (−20.9)                                                                               |
| Recorde baixa vento frio                                                                    | −35.7                                                                                       | −40.3                                                                                       | −40.3                                                                                       | −21.4                                                                                       | −14.2                                                                                       | −7.7                                                                                        | −3.4                                                                                        | 0.0                                                                                         | −4.4                                                                                        | −11.8                                                                                       | −24.6                                                                                       | −34.3                                                                                       | −40.3                                                                                       |
| Média precipitação mm (pol.)                                                                | 149.2 (5.874)                                                                               | 129.5 (5.098)                                                                               | 142.2 (5.598)                                                                               | 122.9 (4.839)                                                                               | 102.6 (4.039)                                                                               | 97.6 (3.843)                                                                                | 91.6 (3.606)                                                                                | 100.0 (3.937)                                                                               | 129.6 (5.102)                                                                               | 156.2 (6.15)                                                                                | 148.1 (5.831)                                                                               | 164.8 (6.488)                                                                               | 1 534,2 (60,402)                                                                            |
| Precipitação média mm (pol.)                                                                | 66.0 (2.598)                                                                                | 61.6 (2.425)                                                                                | 84.8 (3.339)                                                                                | 96.1 (3.783)                                                                                | 97.9 (3.854)                                                                                | 97.5 (3.839)                                                                                | 91.6 (3.606)                                                                                | 100.0 (3.937)                                                                               | 129.6 (5.102)                                                                               | 153.7 (6.051)                                                                               | 124.8 (4.913)                                                                               | 102.9 (4.051)                                                                               | 1 206,4 (47,496)                                                                            |
| Queda de neve média cm (pol.)                                                               | 88.7 (34.92)                                                                                | 71.0 (27.95)                                                                                | 57.3 (22.56)                                                                                | 25.3 (9.96)                                                                                 | 4.4 (1.73)                                                                                  | 0.0 (0)                                                                                     | 0.0 (0)                                                                                     | 0.0 (0)                                                                                     | 0.0 (0)                                                                                     | 2.4 (0.94)                                                                                  | 22.4 (8.82)                                                                                 | 63.4 (24.96)                                                                                | 335.0 (131.89)                                                                              |
| Média de dias de precipitação (≥ 0.2 mm)                                                    | 21.8                                                                                        | 18.5                                                                                        | 19.6                                                                                        | 17.3                                                                                        | 16.6                                                                                        | 14.7                                                                                        | 13.6                                                                                        | 13.7                                                                                        | 15.5                                                                                        | 18.6                                                                                        | 19.7                                                                                        | 22.0                                                                                        | 211.7                                                                                       |
| Média de dias chuvosos (≥ 0.2 mm)                                                           | 9.3                                                                                         | 8.6                                                                                         | 11.0                                                                                        | 13.9                                                                                        | 15.9                                                                                        | 14.7                                                                                        | 13.6                                                                                        | 13.7                                                                                        | 15.5                                                                                        | 18.1                                                                                        | 15.7                                                                                        | 12.7                                                                                        | 162.6                                                                                       |
| Média de dias ensolarados (≥ 0.2 cm)                                                        | 18.3                                                                                        | 14.6                                                                                        | 13.3                                                                                        | 7.0                                                                                         | 2.1                                                                                         | 0.07                                                                                        | 0.0                                                                                         | 0.0                                                                                         | 0.0                                                                                         | 1.4                                                                                         | 7.6                                                                                         | 14.6                                                                                        | 78.9                                                                                        |
| Média mensal horas de sol                                                                   | 65.5                                                                                        | 90.2                                                                                        | 107.4                                                                                       | 140.4                                                                                       | 176.3                                                                                       | 198.9                                                                                       | 216.7                                                                                       | 206.6                                                                                       | 170.5                                                                                       | 122.1                                                                                       | 76.3                                                                                        | 62.4                                                                                        | 1 633,2                                                                                     |
| Por cento luz do sol possível                                                               | 23.7                                                                                        | 31.1                                                                                        | 29.2                                                                                        | 34.3                                                                                        | 37.6                                                                                        | 41.7                                                                                        | 44.9                                                                                        | 46.7                                                                                        | 45.1                                                                                        | 36.2                                                                                        | 27.2                                                                                        | 23.7                                                                                        | 35.1                                                                                        |
| Fonte: Environment Canada e Weather Atlas                                                   |                                                                                             |                                                                                             |                                                                                             |                                                                                             |                                                                                             |                                                                                             |                                                                                             |                                                                                             |                                                                                             |                                                                                             |                                                                                             |                                                                                             |                                                                                             |

## Cultura

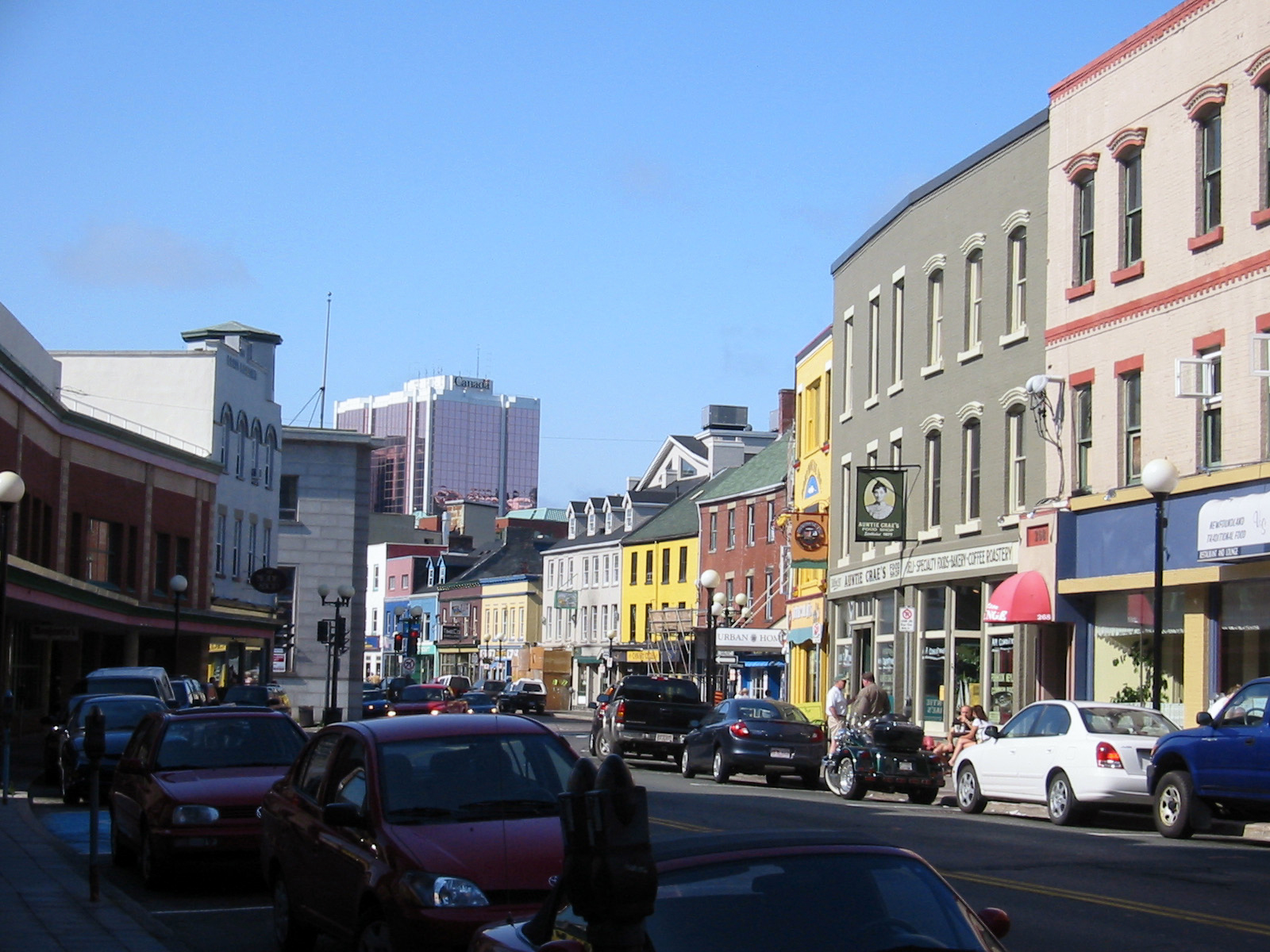
Water Street é notável por suas butiques e restaurantes.

O centro da cidade é um importante destino turístico em Terra Nova e Labrador e na região atlântica do Canadá. A Water Street e a Duckworth Street são conhecidas por seus edifícios históricos, coloridos e baixos, abrigando inúmeras lojas turísticas, boutiques de roupas e restaurantes.
George Street, uma rua lateral do centro acima do extremo oeste de Water Street, é o lar predominante da vida noturna da cidade. Acontecem inúmeros festivais anuais, incluindo o George Street Festival em agosto e o Mardi Gras Festival em outubro. A rua pode ser creditada com o início das carreiras de muitos atos musicais e está ocupada quase todas as noites da semana.
A cidade possui uma orquestra sinfônica, um quarteto de cordas e vários coros. A Escola de Música da Memorial University of Newfoundland possui vários conjuntos, incluindo uma orquestra de câmara. São João também é palco do Festival de música de Tuckamore, que acontece todo mês de agosto desde 2001. A Opera on the Avalon realiza apresentações de ópera durante vários dias no verão. A cidade também possui uma das principais companhias de dança da província, a Kittiwake Dance Theatre.
O salão da LSPU abriga o Centro de Recursos para as Artes. O "Hall" abriga uma comunidade artística vibrante e diversificada e é considerado a espinha dorsal da infraestrutura e desenvolvimento artístico no centro da cidade. As carreiras de muitos artistas conhecidos de Terra Nova foram lançadas lá, incluindo Rick Mercer, Mary Walsh, Cathy Jones, Andy Jones e Greg Thomey. O Centro de Artes e Cultura de St. John abriga uma galeria de arte, bibliotecas e um teatro de mil lugares, que é o principal local da cidade para produções de entretenimento.
O Nickel Film Festival e o St. John's International Women's Film Festival são dois festivais independentes realizados anualmente em São João.

### Museus

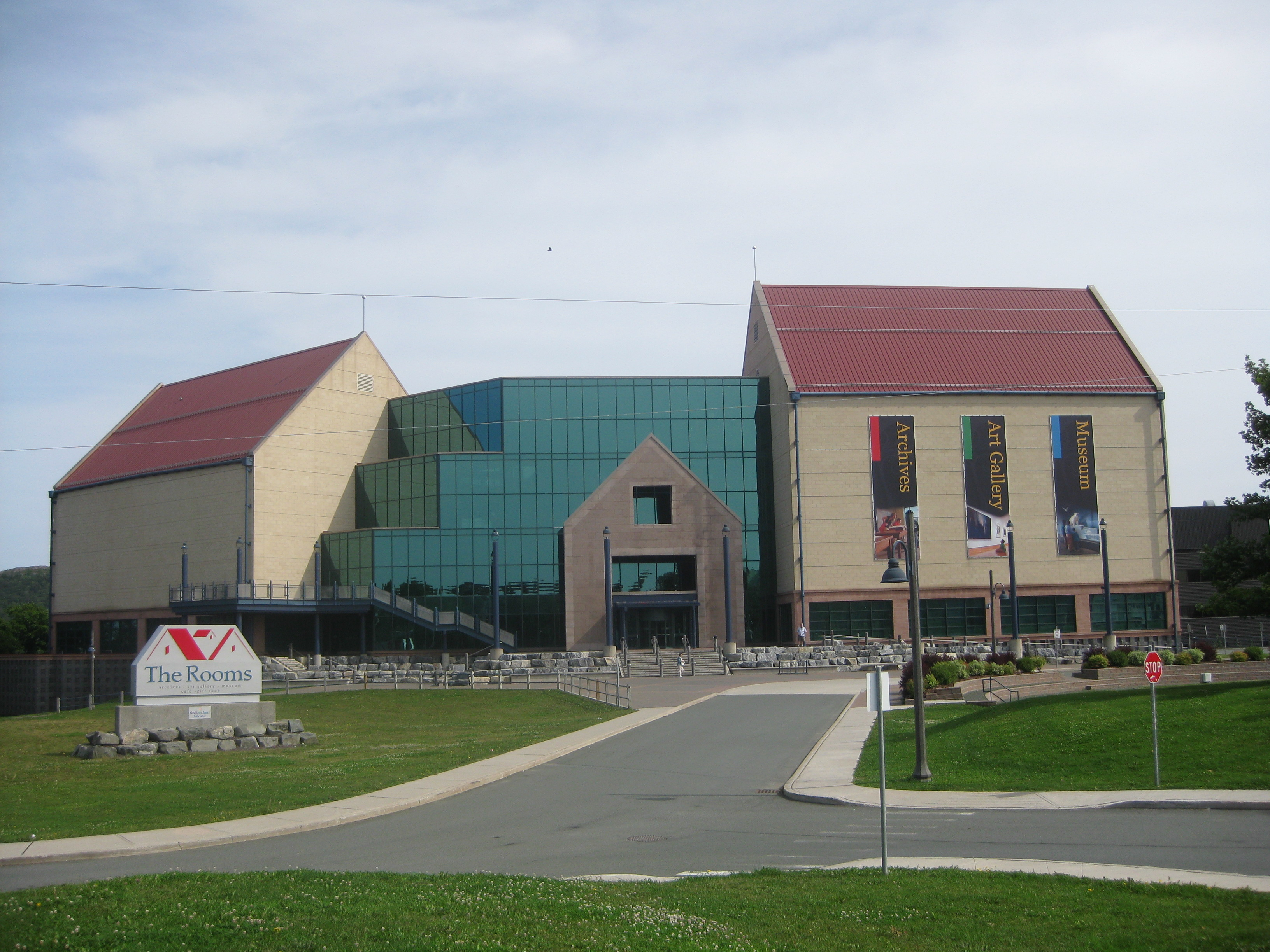
Localizado no centro de São João, o The Rooms abriga a galeria de arte e o museu da província.

O Museu Provincial de Terra Nova e Labrador (c. 1892-1893) ficava na Rua Duckworth, em um edifício designado como patrimônio da cidade. Em 2005, o museu, juntamente com a Galeria de Arte de Terra Nova e Labrador e os Arquivos Provinciais de Terra Nova e Labrador, mudou-se para The Rooms, uma instalação cultural de São João. Outros museus incluem o Railway Coastal Museum, um museu de transportes na estação de trem de Terra Nova de 104 anos na Water Street.
Na região de Signal Hill, está situado o centro de interpretação geológica Johnson Geo Center. O centro foi projetado para ensinar ao público sobre a história da terra através da história geológica única e complexa de Terra Nova e Labrador.

### Locais históricos nacionais
O Murray Premises é um sítio histórico nacional localizado na região central. Foi construído após o incêndio de 1846 e teve uma grande renovação em 1979. Antigamente os edifícios serviram como instalações de pesca. O mais antigo dos edifícios é o de frente para Beck's Cove. Atualmente funciona no local um hotel, o Murray Premises Hotel, que oferece suítes de escritório, restaurantes, lojas de varejo e um hotel boutique.
Outro local histórico nacional é Signal Hill, uma colina com vista para a cidade. Lá fica está a Torre de Cabot, construída em 1897 em comemoração do 400º aniversário da descoberta de Terra Nova por John Cabot e o Jubileu de Diamante da rainha Victoria. O primeiro experimento de transmissão de rádio sem fio transatlântico foi recebida em Signal Hill por Guglielmo Marconi em 12 de dezembro de 1901.

## Economia
A economia de São João está ligada tanto ao seu papel como capital provincial de Terra Nova e Labrador quanto ao oceano. O serviço público, apoiado pelos governos federal, provincial e municipal, tem sido a chave para a expansão da força de trabalho da cidade e para a estabilidade de sua economia, que suporta um setor de varejo, serviços e negócios considerável.
A economia cresceu rapidamente nos últimos anos. Em 2010 e 2011, o produto interno bruto (PIB) da região metropolitana liderou outras 27 áreas metropolitanas do país, segundo o quadro de conferências canadense (Conference Board of Canada), registrando um crescimento de 6,6% e 5,8%, respectivamente.
O colapso da indústria pesqueira em Terra Nova e Labrador, na década de 1990, fez com que a cidade passasse a investir na indústria de petróleo e gás, sendo atualmente uma das mais importantes no leste do Canadá. Tornou-se também uma das 19 cidades mundiais de energia. A ExxonMobil Canadá está sediada em São João e empresas como Chevron, Husky Energy, Suncor Energy e Statoil têm importantes operações regionais na cidade.
Em 2018, o PIB da cidade ficou estimado em 17,1 bilhões de dólares. A taxa de desemprego, por sua vez, ficou em 8,4% no mesmo ano, a maior de todas as 33 metrópoles do Canadá.